# Moneen
Moneen est un groupe de punk rock, emo et rock canadien, originaire de Brampton, en Ontario. Il est composé de Kenny Bridges, Chris Hughes, Peter Krpan et Erik Hughes.

## Biographie
Moneen est formé au début de l'an 1999 et comprenait alors les ex-membres du groupe Perfectly Normal de Toronto : Kenny Bridges, Chris Hughes, Mark Bowser et Peter Krpan. Peu après la formation, Mark Bowser quitte le groupe et est remplacé par Chris Slorach qui est à son tour relevé par Erik Hughes, après deux ans passés avec Moneen.
Le groupe enregistre son premier EP, Smaller Chairs for the Early 1900s, dans le grenier de Kenny. Ils rééditent ensuite leur deuxième album chez  Smallman Records, The Theory of Harmonial Value, puis publient Are We Really Happy with Who We Are Right Now en 2003. Ils signent au label Vagrant Records. Smallman Records distribue toujours leurs albums au Canada. En 2005, ils publient un split EP avec le groupe et amis d'Alexisonfire chez Dine Alone Records, sur lequel le groupe reprend deux chansons et enregistre une chanson originale.
En 2005, le réalisateur Alex Liu suit le groupe dans ses sessions d'enregistrement pour The Red Tree, filmant un documentaire intitulé The Start to This May Be the End to Another. The Red Tree est publié le 11 avril 2006 en CD et en vinyle. L'édition vinyle de The Red Tree est limité à 300 exemplaires. Le 21 avril 2012, Moneen réédite The Red Tree en vinyle, limité encore à 500 exemplaires.Le documentaire sera inclus dans leur DVD The Moneen DVD: It All Started with a Red Stripe publié le 13 mai 2008. Le DVD est nommé pour un Juno Award dans a catégorie « DVD musical de l'année ». En mars 2008, Moneen se sépare du batteur Peter Krpan, qui décide de former un projet solo du nom de Grand Canyon, et acquiert un nouveau batteur, Steve Nunnaro. Entretemps, le groupe révèle neuf nouvelles chansons pour leur nouvel album. Moneen commence à enregistrer son quatrième album studio, The World I Want to Leave Behind, en décembre 2008, qui est publié le 15 septembre 2009 chez Dine Alone Records en formats CD et vinyle. La version vinyle comprend une chanson bonus intitulée Dark and Ugly.
En 2010, Peter Krpan rejoint Moneen comme batteur permanent. Le groupe ouvrira pour Alexisonfire à leur tournée en décembre 2012. Chris, Erik, et Peter forment un nouveau groupe en 2013 nommé Seas, et signent au label Black Box Music. Kenny joue dans un groupe appelé Cunter et est le technicien guitariste de The Sheepdogs.

## Style musical
Ils sont influencés par les scènes punk et hardcore mais aussi par la musique classique et le jazz, tout en tirant leur indépendance de l'étiquette Do it yourself.

## Membres

### Membres actuels
- Kenny Bridges - chant, guitare (depuis 2000)
- Chris « Hippy » Hughes - guitare, chœurs (depuis 2000)
- Haris Cehajic - claviers, guitare (tournée ; depuis 2000)
- Erik Hughes - basse, chœurs (depuis 2001)
- Peter Krpan - batterie, percussions (2000–2008, depuis 2010)

### Anciens membres
- Mark Bowser - basse (2000)
- (Nu) Chris Slorach - basse (2000–2001)
- Steve Nunnaro - batterie, percussions (2008–2010)

## Discographie

### Albums studio
- 2001 : The Theory of Harmonial Value
- 2003 : Are We Really Happy With Who We Are Right Now ? (Canada uniquement)
- 2006 : The Red Tree
- 2009 : The World I Want To Leave Behind

### EP
- 2000 : Smaller Chairs for the Early 1900s
- 2005 : Moneen/Alexisonfire